# Psy pierwotne
Psy pierwotne – określenie zachowanych współcześnie ras psa, których materiał genetyczny w najmniejszym stopniu różni się od genów wilka. Uważa się, że psy te wywodzą się bezpośrednio od pierwszych psów domowych.
Opublikowane w 2004 roku w Science wyniki badań DNA, przeprowadzonych na przedstawicielach 85 ras, pozwoliły ustalić listę 14 ras pierwotnych.
Metodologia jest krytykowana przez część środowiska kynologicznego:
- bliskość genetyczna może być wynikiem niedawnego krzyżowania z wilkiem
- badaniami objęto 20% znanych ras psa domowego, wśród niezbadanych znalazł się między innymi wilczak czechosłowacki, saarlooswolfhond i norweski elkhund

## Pierwotne rasy psów

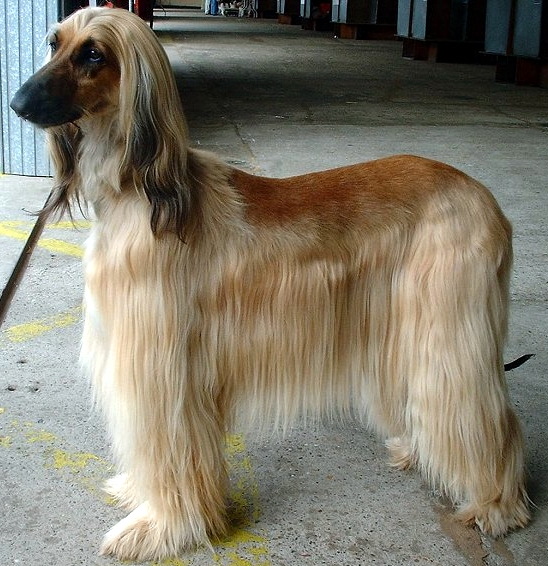
Chart afgański (Afganistan)
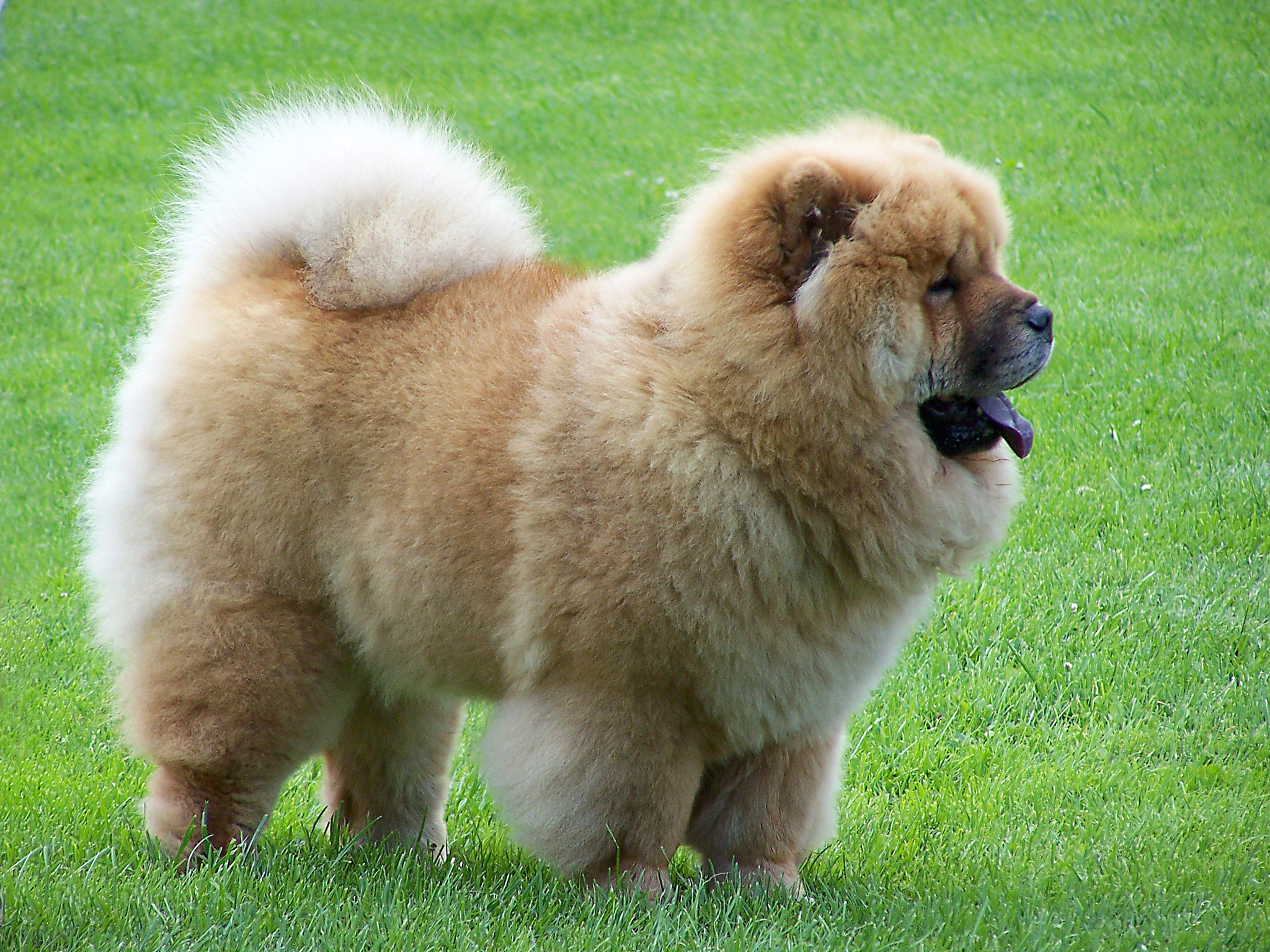
Chow chow (Chiny)
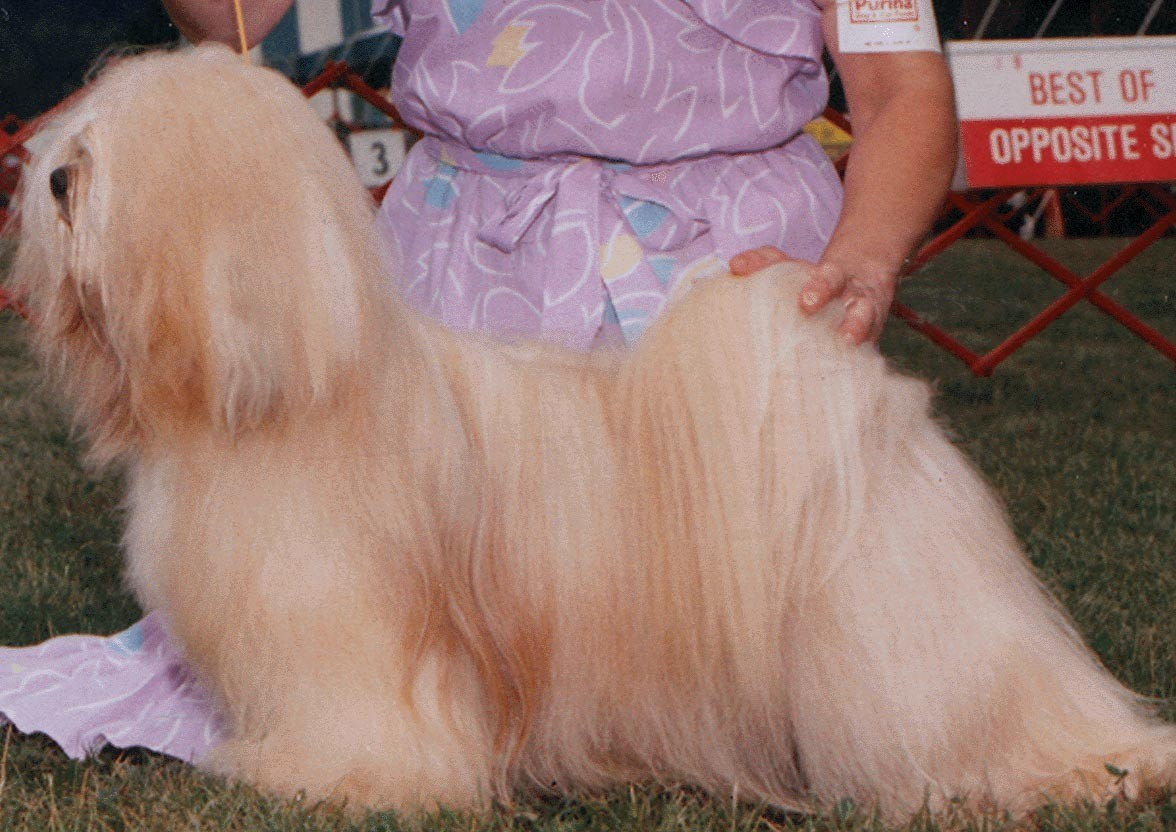
Lhasa apso (Tybet)
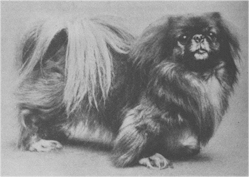
Pekińczyk (Chiny)
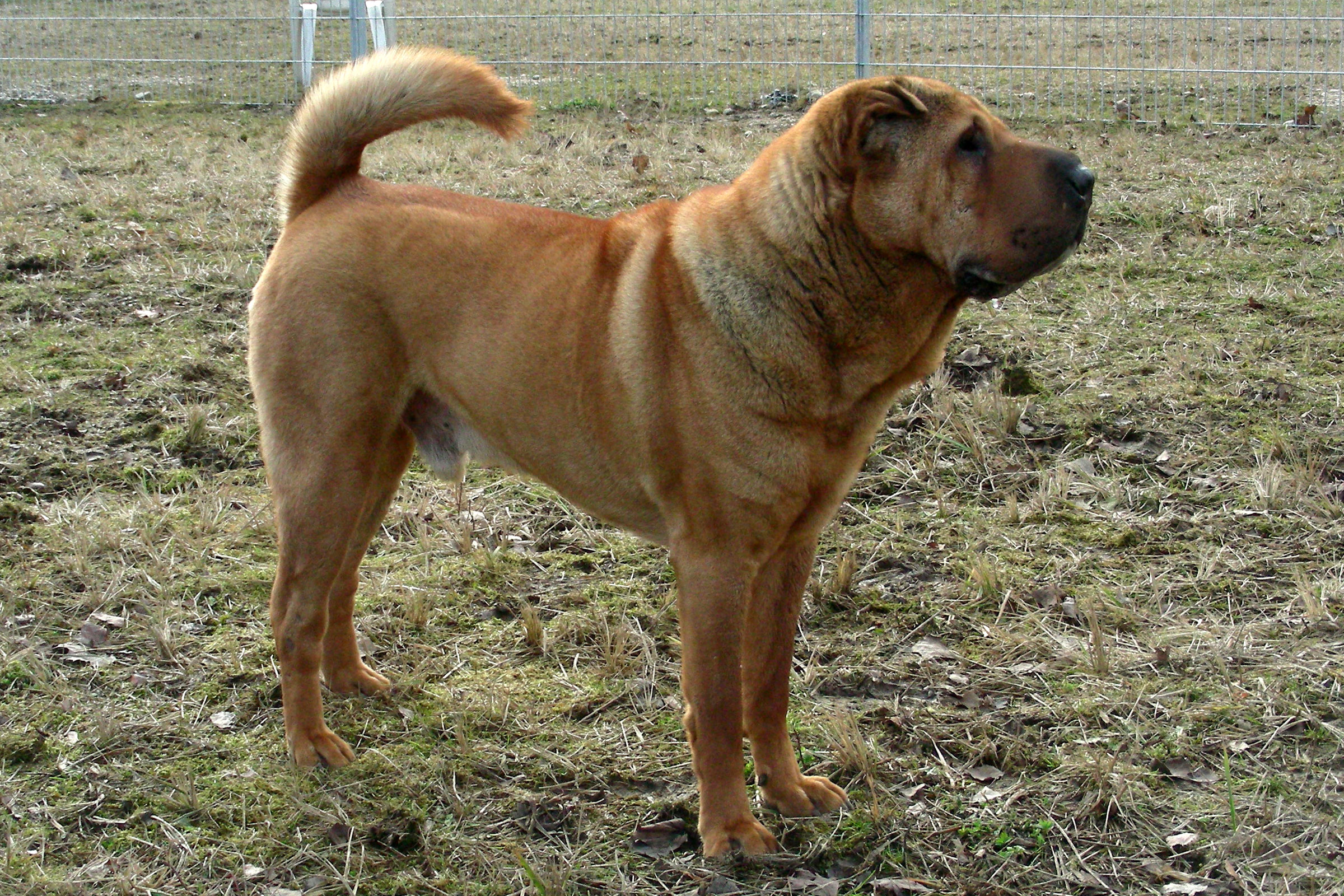
Shar pei (Chiny)
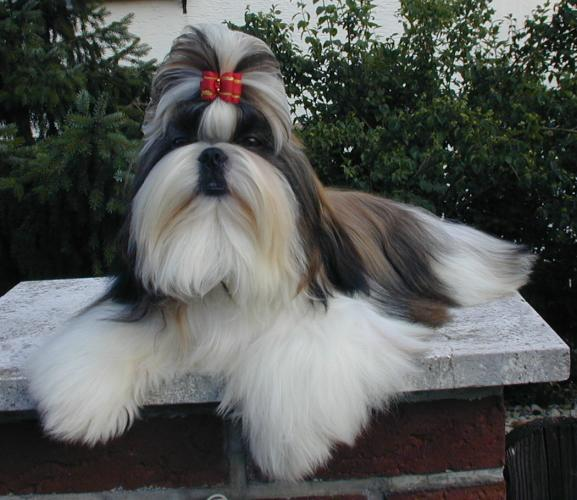
Shih tzu (Tybet)
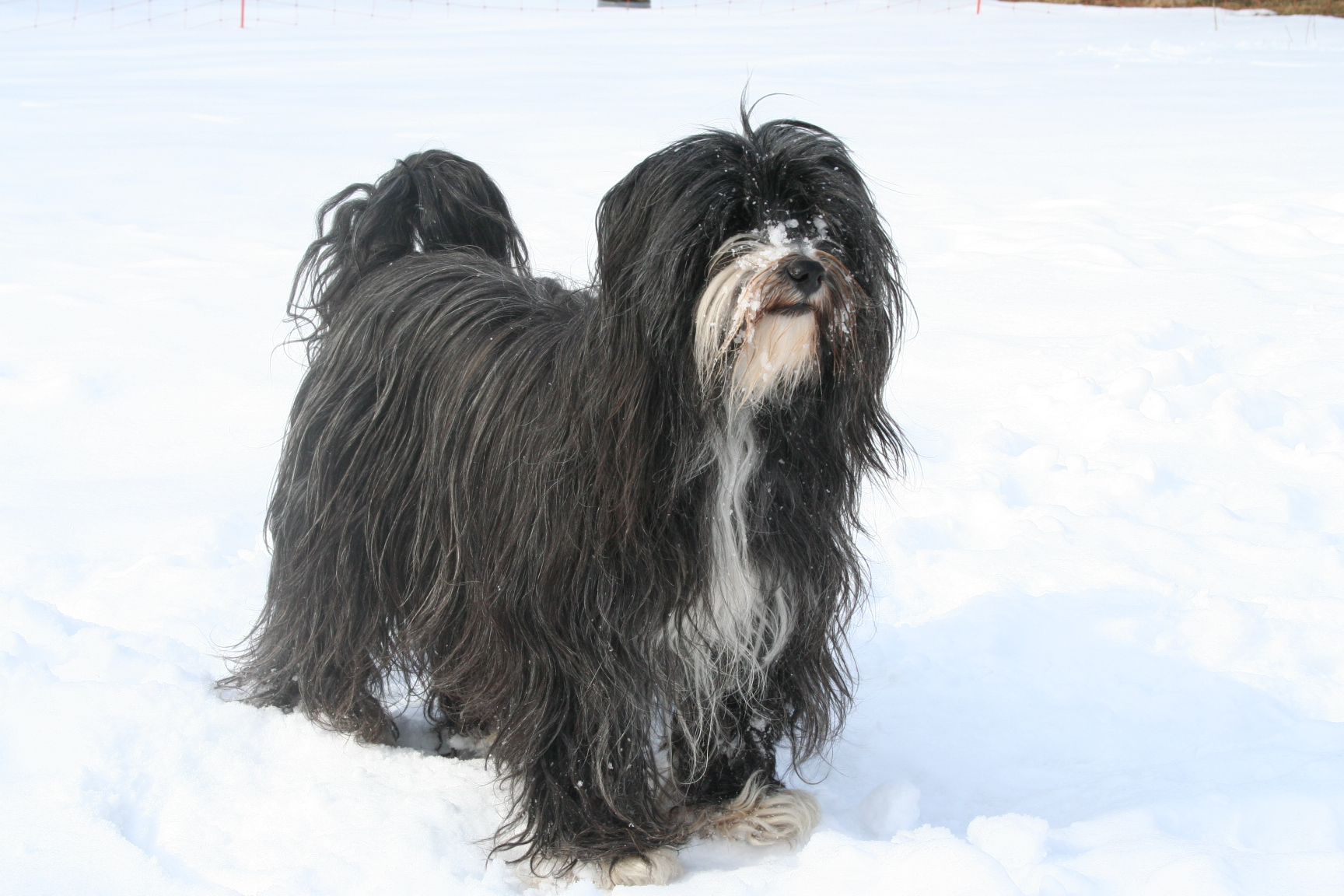
Terier tybetański (Tybet)
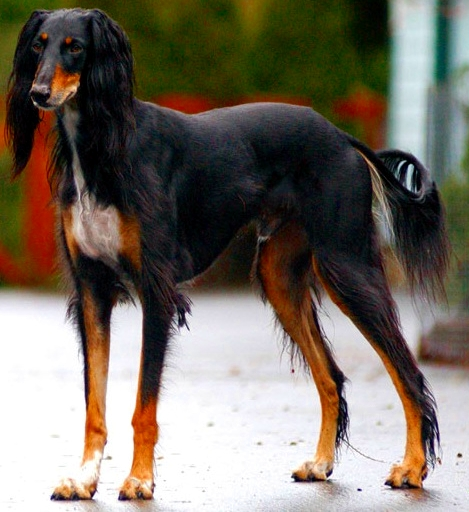
Chart perski (Bliski Wschód)
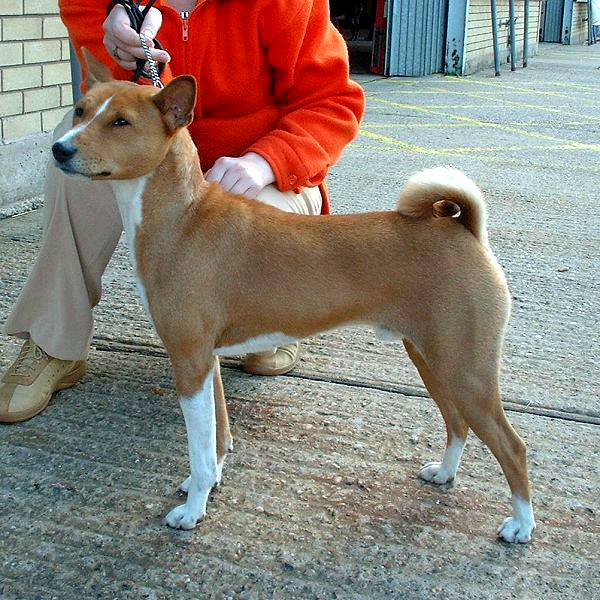
Basenji (Demokratyczna Republika Konga)
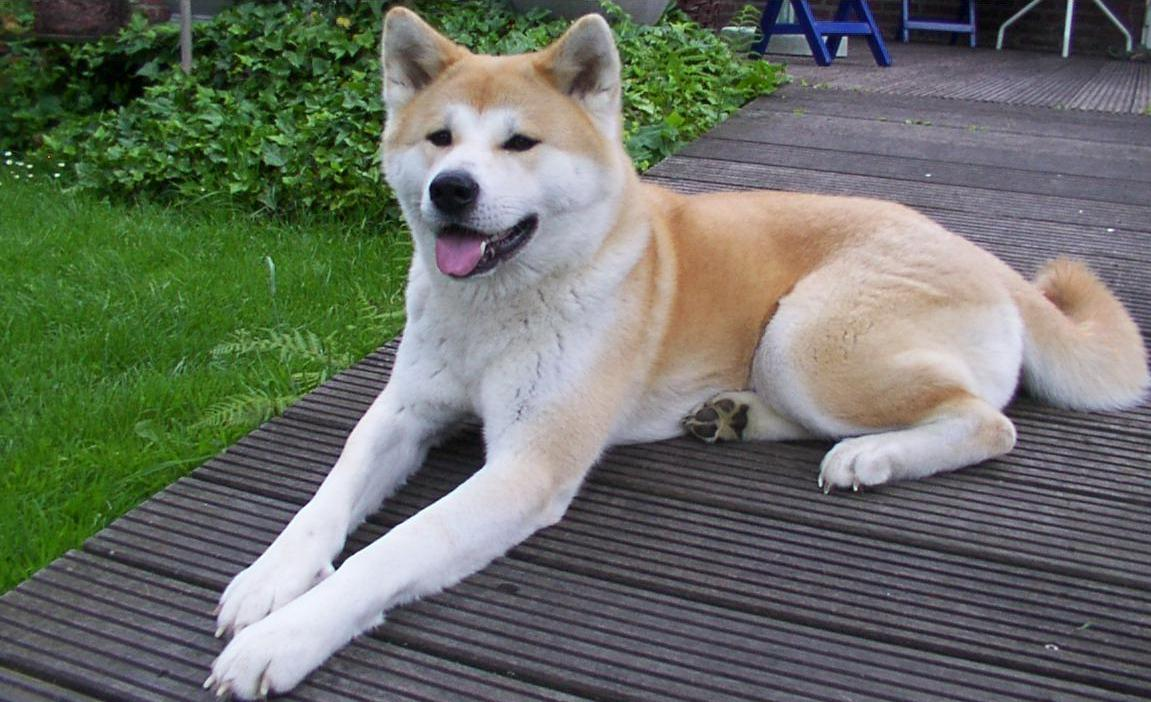
Akita (Japonia)
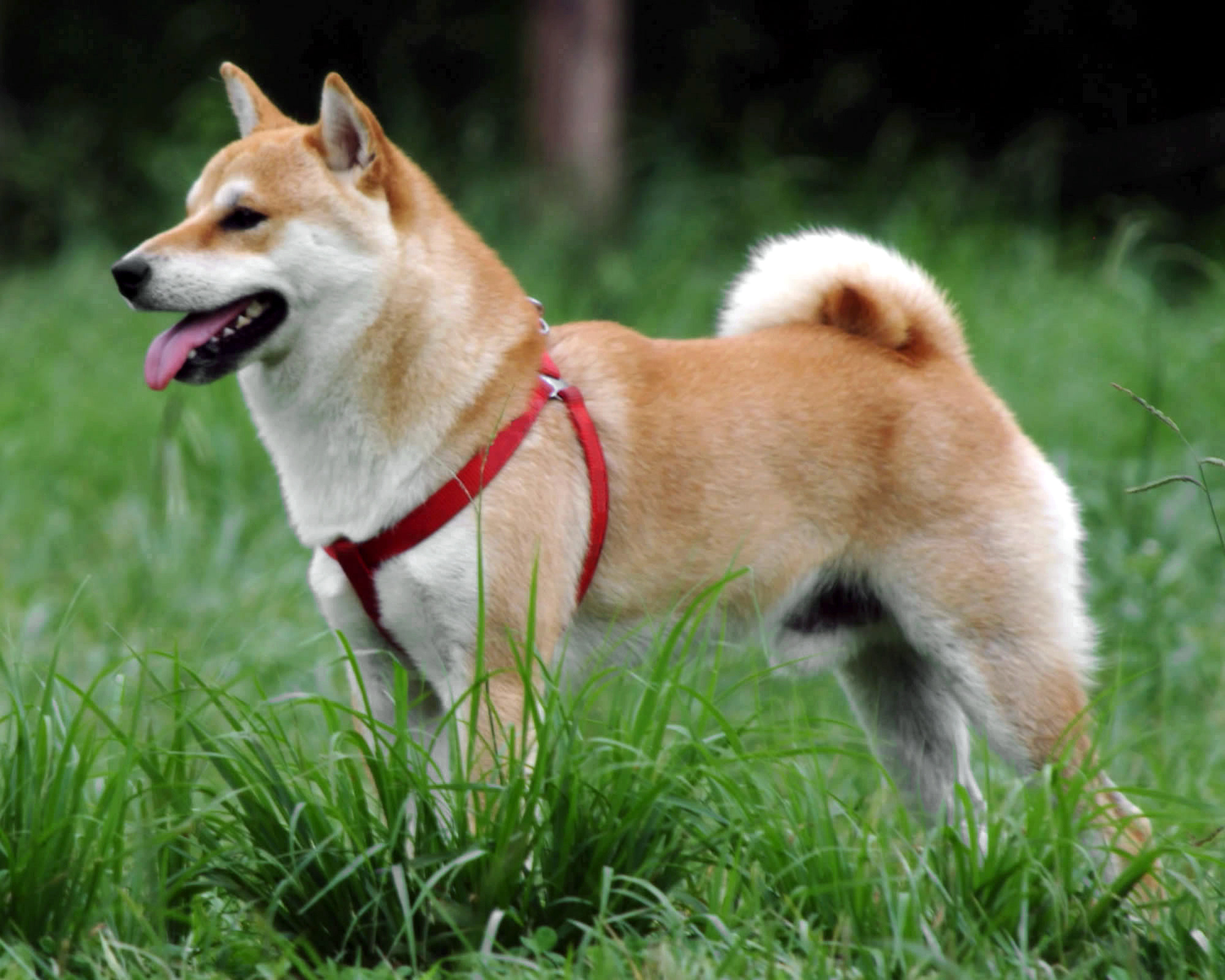
Shiba inu (Japonia)
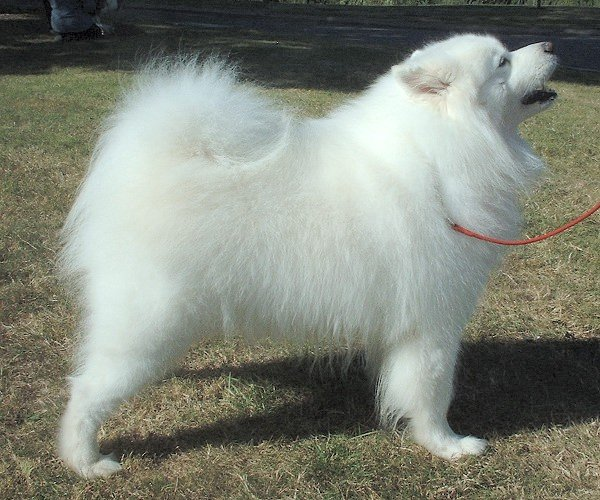
Samojed (Rosja)
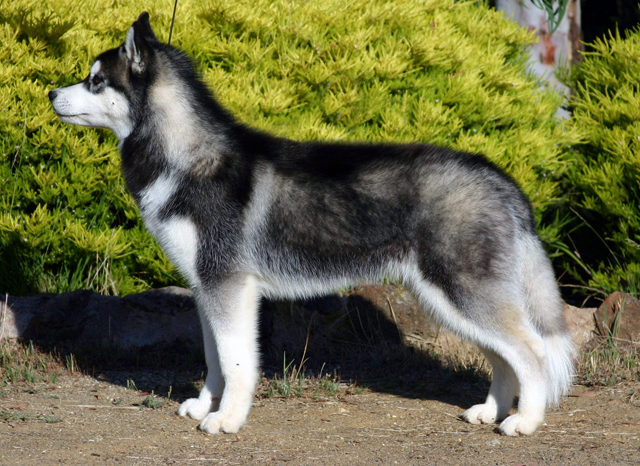
Husky syberyjski (Rosja)
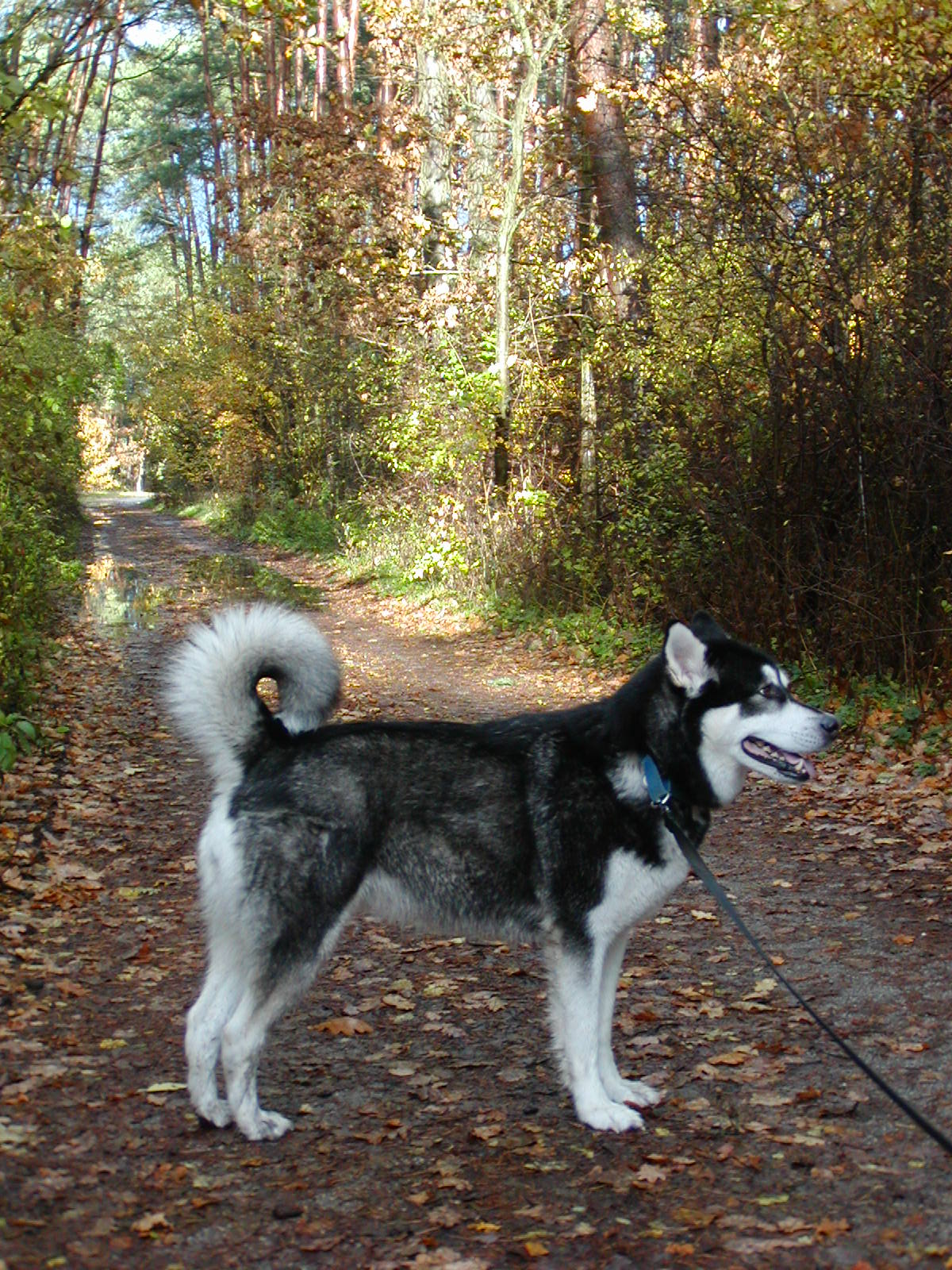
Alaskan malamute (Alaska, Stany Zjednoczone)
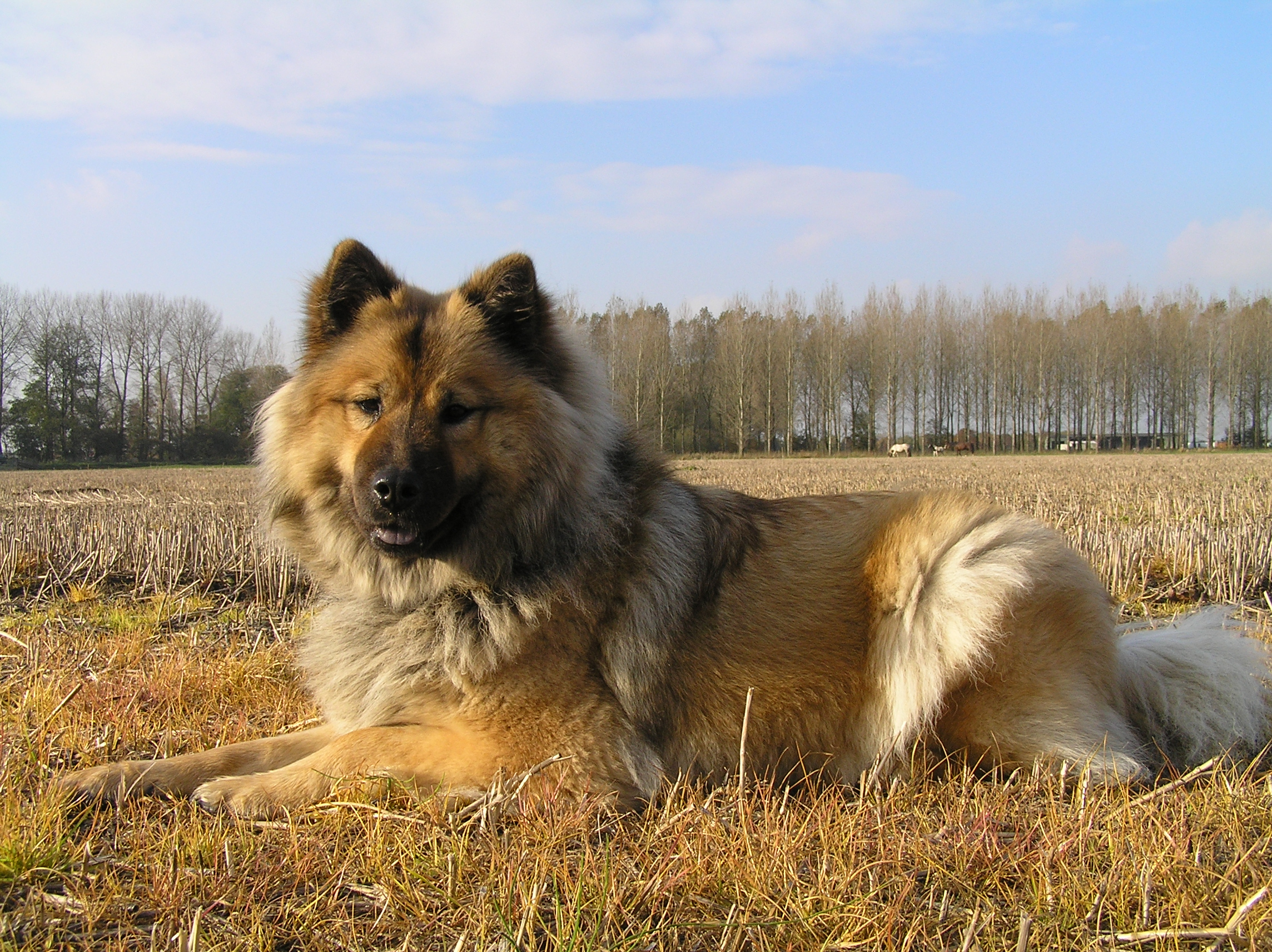
Eurasier (Niemcy)